# Wampanoag
Os wampanoag são um povo indígena que habitava as atuais regiões de Massachusetts, ambas nos Estados Unidos da América.
A tribo Mashpee Wampanoag e a tribo Wampanoag de Gay Head em Massachusetts são reconhecidas à nível federal, e a tribo Chappaquiddick Wampanoag, a tribo Herring Pond Wampanoag, o grupo de Wampanoags Assawompsett-Nemasket e a tribo Pocasset Wampanoag são reconhecidas pela Comunidade de Massachusetts.